# أنطون دينيكين
أنطون إيفانوفيتش دينيكين((Anton Ivanovich Deniki كان فريقًا في الجيش الإمبراطوري الروسي (1916م) وواحدًا من أول جنرالات الحركة البيضاء في الحرب الأهلية الروسية.

## حياته
وُلد دينكين في قرية زبيتال دولني، التي هي الآن جزء من المدينة البولندية كلاوك (جزء من الإمبراطورية الروسية حينها). والده هو أيفن أيفيموفيتش دينكين (Ivan Efimovich Denikin)، ولد ضمن طبقة القنانة الاجتماعية (العبودية والرق) في مقاطعة ساراتوف. وأُرسل كمجند لأداء 25 سنة في الجيش، وأصبح دينكين ضابطًا في السنة 22 من خدمته العسكرية، في 1856م. وتقاعد من الجيش في 1869م برتبة رائد. وفي 1869م تزوج أيفن دينكين من خياطة بولندية فقيرة، إليزابيث (Elżbieta Wrzesińska) التي هي زوجته الثانية. وتعلم الابن الوحيد للزوجين، أنطون دينكين، أن يتكلم لغتين (الروسية والبولندية) في نفس الوقت. والتزام والده للوطنية الروسية والدين الأرثوذكسي قادا قرار أنطون لأن يصبح جنديًا.
وشاهد دينكين الخدمة الحية لأول مرة خلال الحرب الروسية اليابانية في 1905م. وفي 1905م تمت ترقيته لرتبة عقيد. وتم تعينه في 1910م قائدًا للفوج السابع عشر مشاة. وقبل اندلاع الحرب العالمية الأولى بأسابيع قليلة، وصل دينكين لرتبة لواء.
وباندلاع الحرب العالمية الأولى في أغسطس 1914م، كان دينكين أركان حرب لمقاطعة كييف العسكرية. وتم تعينه أولاً ضابط مناورة للجيش الثامن للجنرال بروسيلوف (Brusilov).
وتم تعينه لقيادة الفيالق الثامنة الروسية والطلائع في 1916م في رومانيا خلال آخر حملة روسية ناجحة في الحرب، هجمة بروسيلوف. متابعًا ثورة فبراير والإطاحة بالقيصر نيقولا الثاني (Nicholas II)، أصبح رئيس أركان ميخائيل ألكسيف (Mikhail Alekseev)، ثم ألكسي بروسيلوف، وأخيرًا لافار كورنيلوف (Lavr Kornilov). ودعم دينكين محاولة قائده للانقلاب (انقلاب كورنيلوف)، في سبتمبر 1917م وقُبض عليه وسُجن معه. وبعد هذا، عاد ألكسيف ليصبح رئيس الأركان.
خلال الحرب الأهلية الروسية، هلك ما يقدر بمائة ألف يهودي في برامج نفذها الانفصاليون والقوات البيضاء الأوكرانية الوطنية لسيمون باتليورا (Symon Petlyura) الذين قادهم أنطون دينكين. وقام ضغط حكم دينكين بالتحريض دوريًا على العنف ضد اليهود. على سبيل المثال، تصريح من أحد جنرالات دينكين حرض الناس على «التسلح» بنية اقتلاع «القوة الشريرة التي تعيش في قلوب الشيوعيين اليهود.» وقُتل ما يقدر بمائة ألف يهودي في برامج نفذتها قوات دينكين وجيوش معادية للسوفيتية أخرى.
بسبب مواجهته نقدًا لاذعًا وإرهاقه عاطفيًا، استقال دينكين في أبريل 1920م لصالح البارون الجنرال نيكولايفيتش ورانجل (Pyotr Wrangel). ترك دينكين القرم بسفينة إلى القسطنطينية ومن ثم إلى لندن. وقضي بضعة شهور في إنجلترا، ثم انتقل إلى بلجيكا، ولاحقًا إلى المجر.
ومن 1945م حتى وفاته في 1947م، عاش دينكين في الولايات المتحدة، في نيويورك. وفي 8 من أغسطس 1947م، بعمر يناهز 74، توفي دينكين من احتشاء عضل القلب بينما كان يقضي إجازة بجوار آن آربر، ميشيغان.

## حواشٍ
1. ↑  "Деникин Антон Иванович" (بالروسية).
2. ↑  McGraw-Hill encyclopedia of Russia and the Soviet Union By Michael T. Florinsky. Books.google.com. 11 مارس 2009. مؤرشف من الأصل في 2013-12-12. اطلع عليه بتاريخ 2009-07-22.
3. ↑  Arno Mayer, The Furies نسخة محفوظة 09 ديسمبر 2013 على موقع واي باك مشين.

## وصلات خارجية
- أنطون دينيكين على موقع الموسوعة البريطانية (الإنجليزية)
- أنطون دينيكين على موقع مونزينجر (الألمانية)

- Anton Ivanovich Denikin. Biographies at Answers.com. Answers Corporation, 2006.
- Pogroms in Southern Russia; Massacres of Jews in Several Towns Follow Retreat of Denikin's Army; New York Times (February 26, 1920)
- Berkman, Alexander; "FASTOV THE POGROMED" from The Bolshevik Myth, New York: Boni and Liveright, 1925